# Eritrea op de Olympische Winterspelen 2018
Eritrea was een van de deelnemende landen aan de Olympische Winterspelen 2018 in Pyeongchang, Zuid-Korea.
Bij de eerste deelname van het land aan de Winterspelen, achttien jaar na het debuut op de Zomerspelen, nam een deelnemer deel. Alpineskiër Shannon-Ogbnai Abeda, ook de vlaggendrager bij de openings- en sluitingsceremonie, kwam uit op twee onderdelen.

## Deelnemers en resultaten
(m) = mannen 

### Alpineskiën
Mannen
| Olympiër             | Onderdeel        | Resultaat | Prestatie                                                            |
| -------------------- | ---------------- | --------- | -------------------------------------------------------------------- |
| Shannon-Ogbnai Abeda | reuzenslalom (m) | 61e       | 1e run: 1.19,86 (67e) 2e run: 1.20,01 (62e) totaal: 2.39,87 (+21,83) |
| Shannon-Ogbnai Abeda | slalom (m)       | DNF       | niet gefinisht                                                       |